# Mellersta Saffransgölen
Mellersta Saffransgölen är en sjö i Karlskrona kommun och Ronneby kommun i Blekinge och ingår i Nättrabyån-Ronnebyåns kustområde.